# Gold Bridge

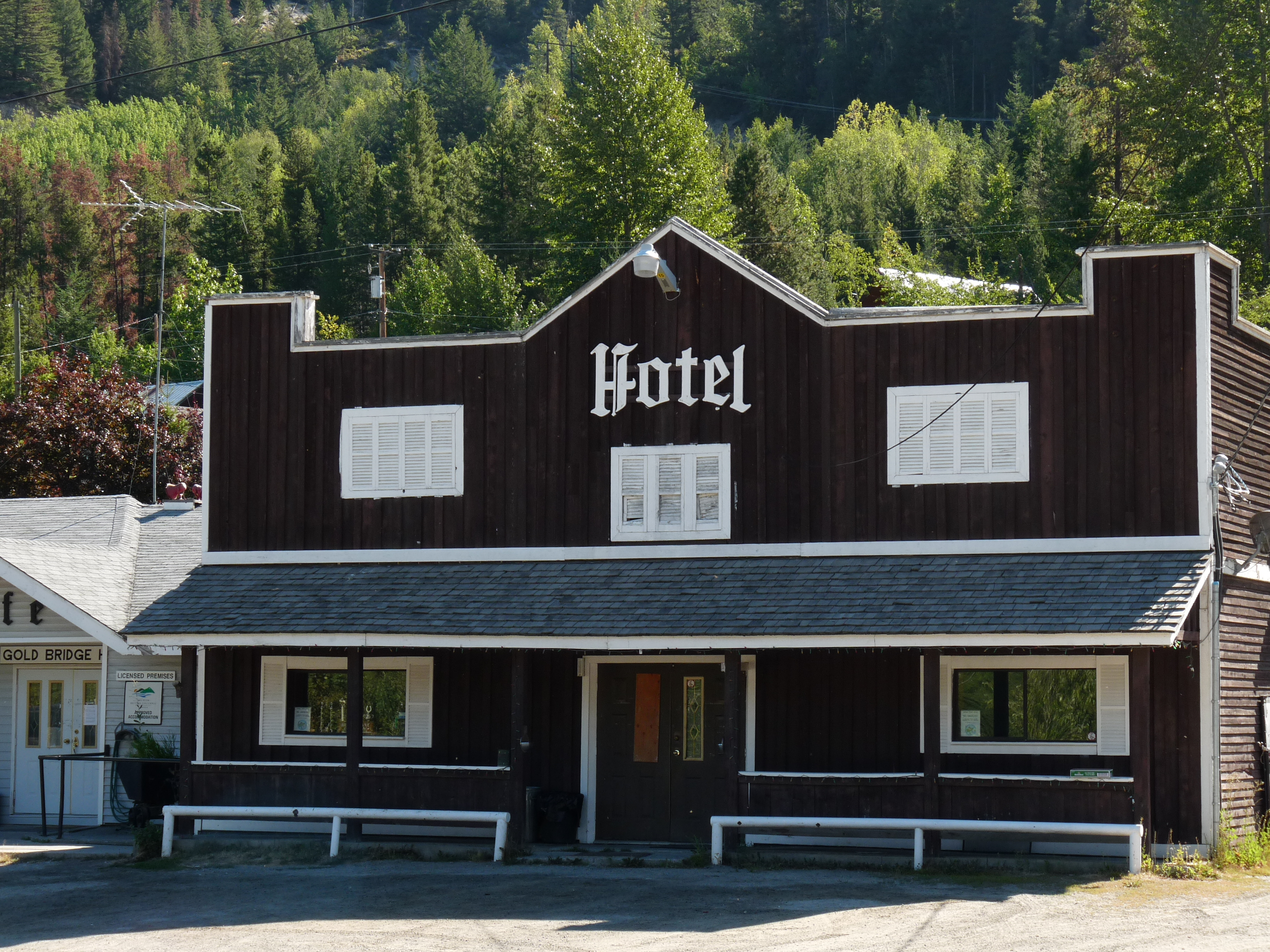
L'hôtel Gold Bridge et pub

Gold Bridge est une communauté située dans la province de la Colombie-Britannique, dans le sud-ouest.